# Лещук Семен
Семен Лещук (? — †?) — підполковник Армії УНР.
У російській армії — старшина. У січні 1919 р. — командир 2-го Чорноморського полку Дієвої армії УНР.
У 1920–1921 рр. — старшина 5-ї Чорноморської бригади 2-ї Волинської дивізії Армії УНР.
| Емблема Збройних сил України | Це незавершена стаття про військового чи військову Збройних сил України. Ви можете допомогти проєкту, виправивши або дописавши її. |